# Marvel’s Jessica Jones
Marvel’s Jessica Jones, auch Jessica Jones genannt, ist eine US-amerikanische Fernsehserie, die auf der gleichnamigen Figur von Marvel aufbaut. Sie spielt im Marvel Cinematic Universe (MCU) und ist die zweite von vier Netflix-Serien, die schließlich zu einer Crossover-Serie namens Marvel’s The Defenders führen. Krysten Ritter spielt die titelgebende Hauptrolle der Jessica Jones, eine ehemalige Superheldin, die sich in New York als Privatdetektivin durchschlägt und nun von ihrer Vergangenheit eingeholt wird.
Alle 13 Episoden der ersten Staffel wurden gleichzeitig am 20. November 2015 von Netflix per Streaming in den USA und weiteren Ländern, u. a. auch im deutschsprachigen Raum veröffentlicht. Im Januar 2016 gab Netflix die Verlängerung der Serie um eine zweite Staffel bekannt, die am 8. März 2018 komplett erschienen ist. Die dritte und letzte Staffel wurde am 14. Juni 2019 veröffentlicht. Nachdem die Serie Anfang 2022 auf Netflix entfernt wurde, ist sie im Juni 2022 auf Disney+ erneut veröffentlicht worden. In diesem Zuge wurden die Episodentitel der dritten Staffel angepasst.
Wiederkehrende Themen der Serie sind laut Showrunnerin Melissa Rosenberg der Umgang mit Vergewaltigung, Posttraumatische Belastungsstörung sowie eine „ungeschönte“ Darstellung weiblicher Sexualität.

## Handlung

### Staffel 1
Jessica Jones betreibt im Alleingang die heruntergekommene Alias-Privatdetektei in New York City. Aus ihrer Zeit als Superheldin verfügt sie noch über weit überdurchschnittliche Körperkräfte und gewisse Flug- beziehungsweise eher Sprungfähigkeiten. Ihre Karriere als Superheldin endete, als sie eine Marionette des Superschurken Kilgrave wurde. Dieser kann beliebigen Menschen seinen Willen aufzwingen und ließ Jessica einst einen Mord begehen. Seitdem ist sie schwer traumatisiert, hat ein Alkoholproblem, und hält anfänglich selbst ihre Adoptivschwester, die bekannte Radiomoderatorin Trish Walker, auf Distanz. Zu Jessicas Kunden gehört die ebenso skrupellose wie brillante Anwältin Jeri Hogarth.
Jessica soll für Barbara und Bob Shlottman das Verschwinden ihrer Tochter Hope Shlottman aufklären. Dahinter steckt Kilgrave, der sich an Jessica für ihre Flucht rächen will und Hope dazu bringt, ihre Eltern vor Jessicas Augen zu erschießen. Im Laufe ihrer Ermittlungen macht Jessica die Bekanntschaft des unverwundbaren Luke Cage, mit dem sie eine Affäre anfängt. Kilgrave ist ihr aber immer einen Schritt voraus, bedroht auch Trish und setzt viele Menschen mit seiner Fähigkeit gegen beide Frauen ein, u. a. den Polizisten Will Simpson und Jones’ Nachbarn Malcolm Ducasse. Trish – die eine schwere Kindheit unter einer karrierebesessenen Mutter hatte – fängt eine Beziehung zum reumütigen Simpson an, bis der seltsame rote Pillen einnimmt, durch die er zu einem psychopathischen Mörder wird. Zudem erfährt Jessica, dass ihre Auftraggeberin Hogarth nicht mit offenen Karten spielt. Trotzdem findet die Privatdetektivin heraus, dass Kilgraves Kräfte Grenzen haben, und dass dessen Vater Albert Thompson einen Impfstoff dagegen entwickeln wollte. Doch als sie Albert ausfindig macht, entführt ihn Kilgrave vor ihren Augen und zwingt ihn, dessen Kräfte stattdessen zu vervielfachen. Kilgrave hetzt Luke Cage gegen Jessica, so dass sich beide im Kampf gegeneinander schwer verletzen. Sie werden durch die Krankenschwester Claire Temple verarztet. Am Ende gelingt es Jessica, Kilgrave zu töten, und dank Hogarth bleibt ihr sogar eine Mordanklage erspart. Simpson wird schließlich von einer mysteriösen Organisation namens IGH unter der Leitung von Dr. Koslov verschleppt, die über ungeklärte Verbindungen zu Jessica verfügt.

### Staffel 2
Nach den Ereignissen bei der Zusammenkunft bei „The Defenders“ arbeitet Jessica wieder als „normale Privatdetektivin“ und hat Malcolm zunächst als Mitarbeiter und etwas später als Partner eingestellt. Zu Beginn bekommt sie es direkt mit einer konkurrierenden Privatdetektei unter der Leitung von Pryce Cheng zu tun, welcher seiner Kontrahentin die Mandaten streitig machen möchte. Trish ist zwischenzeitlich liiert und untersucht weiterhin das Verschwinden von Simpson. Es stellt sich heraus, dass die Organisation IGH an Menschen illegale Experimente durchführt und auch Jessica ihre Kräfte dort erhalten hat. Simpson konnte nach seiner Entführung zum Ende der 1. Staffel mittlerweile fliehen und versucht Trish heimlich zu beschützen, da ein Mörder unterwegs sei und scheinbar nacheinander alle Mitwisser der illegalen Behandlungen beseitigen würde. Als Simpson auffliegt, da Trish ihn entdeckt, werden die beiden und die hinzugekommene Jessica von einer unbekannten Person angegriffen, welche weitaus stärker ist als Jessica. Während Trish und Jessica fliehen können, stirbt Simpson nach einem sehr kurzen Kampf. Trish nimmt nach Simpson´s Tod dessen Inhalator an sich und benutzt ihn. Sie erhält dadurch, wie Simpson zuvor auch, verstärkte Attribute, wird allerdings auch abhängig davon.
Jeri erfährt derweil, dass sie an ALS erkrankt ist und dadurch von ihren Partnern unter Druck gesetzt wird, die Kanzlei zu verlassen. Sie beauftragt daraufhin Jessica, ihre beiden Partner unter die Lupe zu nehmen und etwas zu finden, was sie gegen die beiden verwenden kann. Als sie von Inez (eine frühere Krankenschwester bei IGH und ein Opfer von Alisa), welche sich als Obdachlose versteckt gehalten hat erfährt, dass Dr. Malus einen weiteren Patienten (Shane) behandelt hat, welcher angeblich über heilende Kräfte verfügt, holt sie diesen aus dem Gefängnis und lässt sich von ihm behandeln. Die Hoffnung auf Genesung zerschlägt sich relativ schnell, als Jeri bemerkt, dass sie von Inez und Shane reingelegt wurde. Die beiden hatten es nur auf das Vermögen Jeri´s abgesehen.
Da Jessica immer wieder Visionen hat, macht sie sich auf die Suche nach Dr. Koslov und erfährt hierbei auch die Wahrheit über sich selbst und den gesuchten Mörder, bei welcher es sich um ihre eigene Mutter Alisa handelt. Diese war nach dem Unfall so gut wie tot und wurde daher von Dr. Malus als Versuchskaninchen genutzt. Seitdem verfügt sie über enorme körperliche Kräfte. Diese kommen besonders dann zum Vorschein, wenn sie wütend wird oder sich bedroht fühlt. Jessica lässt Dr. Malus fliehen. Dr. Malus wird in seinem Versteck von Trish aufgespürt und von ihr entführt. Sie möchte dieselben Kräfte wie Jessica und Dr. Malus soll dies ermöglichen. Bei dem Versuch stirbt Trish allerdings beinahe, Jessica kann sie im letzten Moment retten. Nachdem Dr. Malus erkennt, was er getan hat, lässt er Trish und Jessica entkommen und zündet das Labor an, welches anschließend explodiert. Dr. Malus stirbt dabei. Alisa macht daraufhin Trish für den Tod ihres Geliebten verantwortlich und versucht sie im Krankenhaus zu töten. Jessica und zwei Polizisten können auch das verhindern, wobei sich Alisa mit einer Polizistin als Geisel aus dem Fenster stürzt und diese dabei ums Leben kommt. Jessica möchte nach einem klärenden Gespräch mit ihrer Mutter aus dem Land fliehen. Hierbei machen sie kurz Halt an einem Jahrmarkt und besteigen ein Riesenrad. Während der Fahrt wird Alisa von Trish, welche den Aufenthaltsort der beiden ermittelt hat, mit einem Kopfschuss getötet.

## Figuren

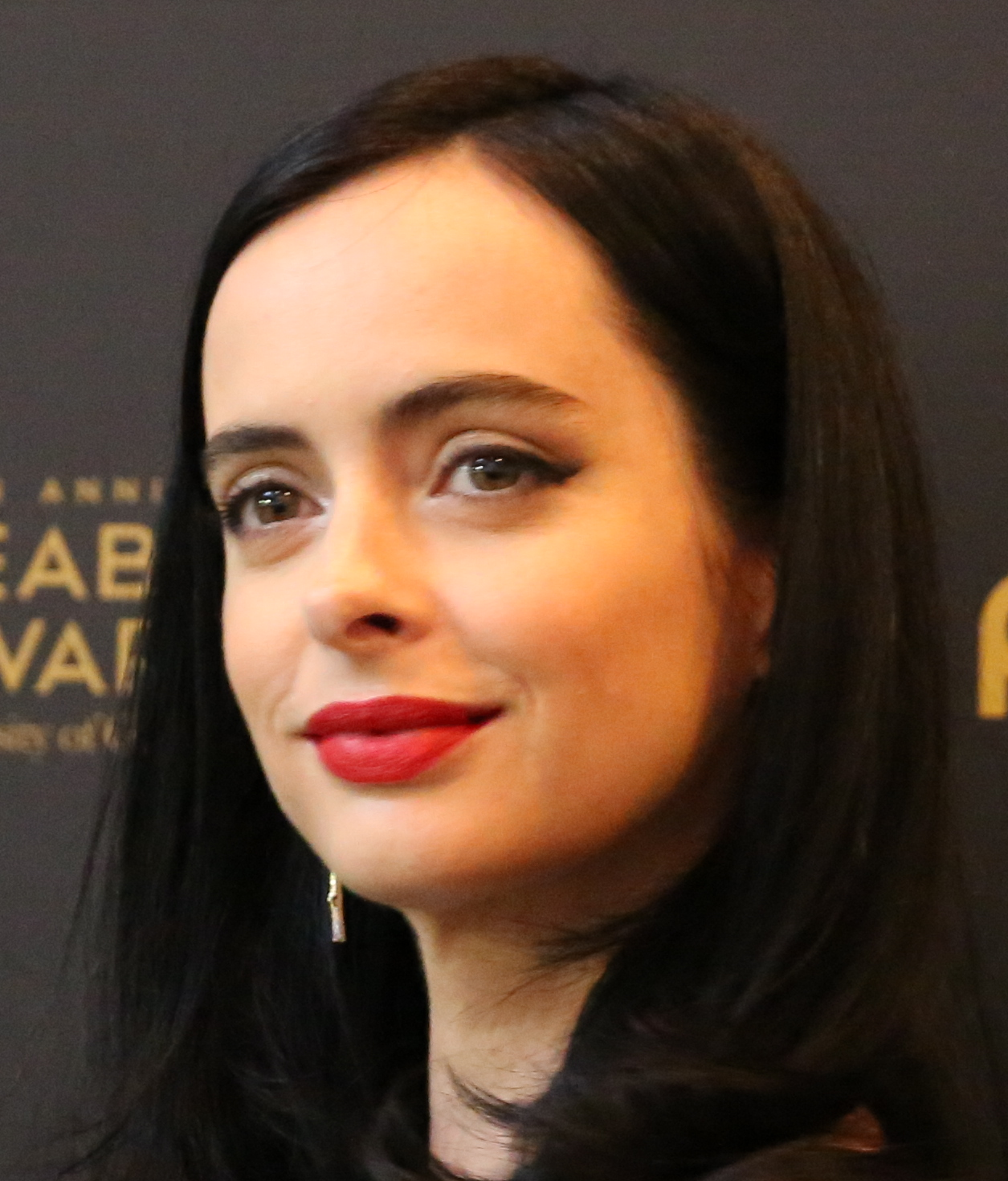
Krysten Ritter spielt Jessica Jones
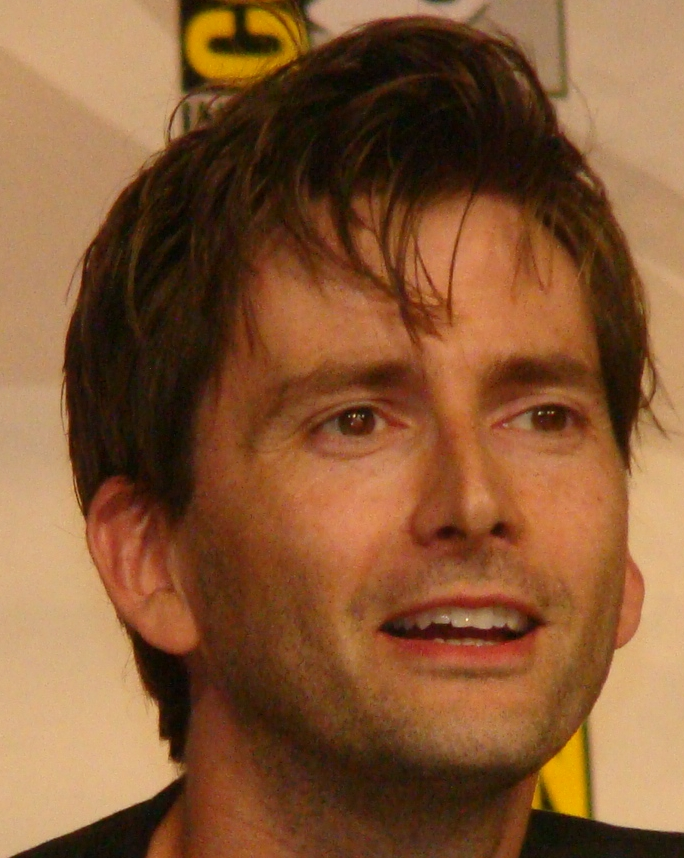
David Tennant spielt Kilgrave
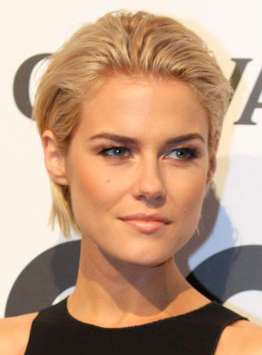
Rachael Taylor spielt Trish Walker
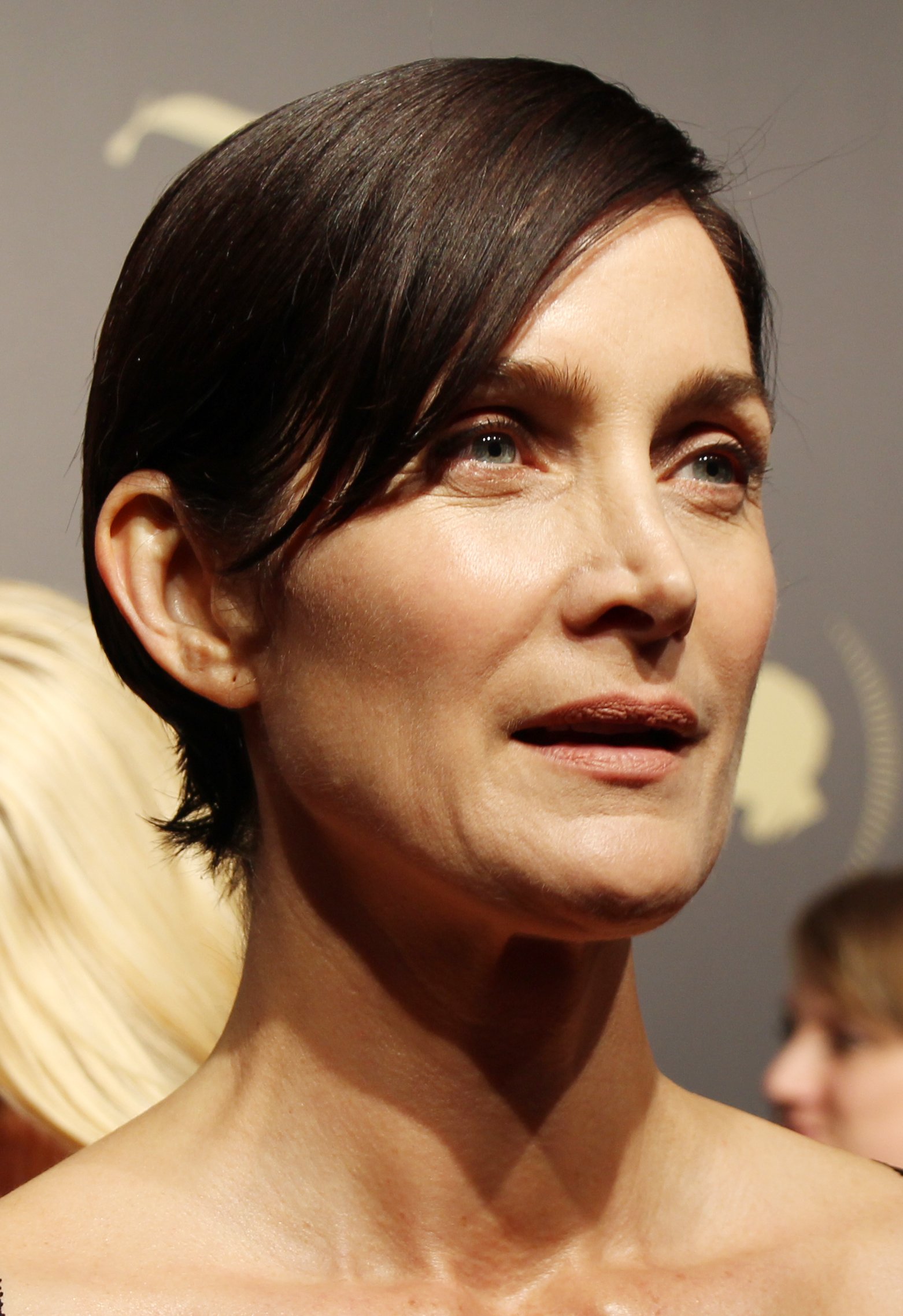
Carrie-Anne Moss spielt Jeri Hogarth
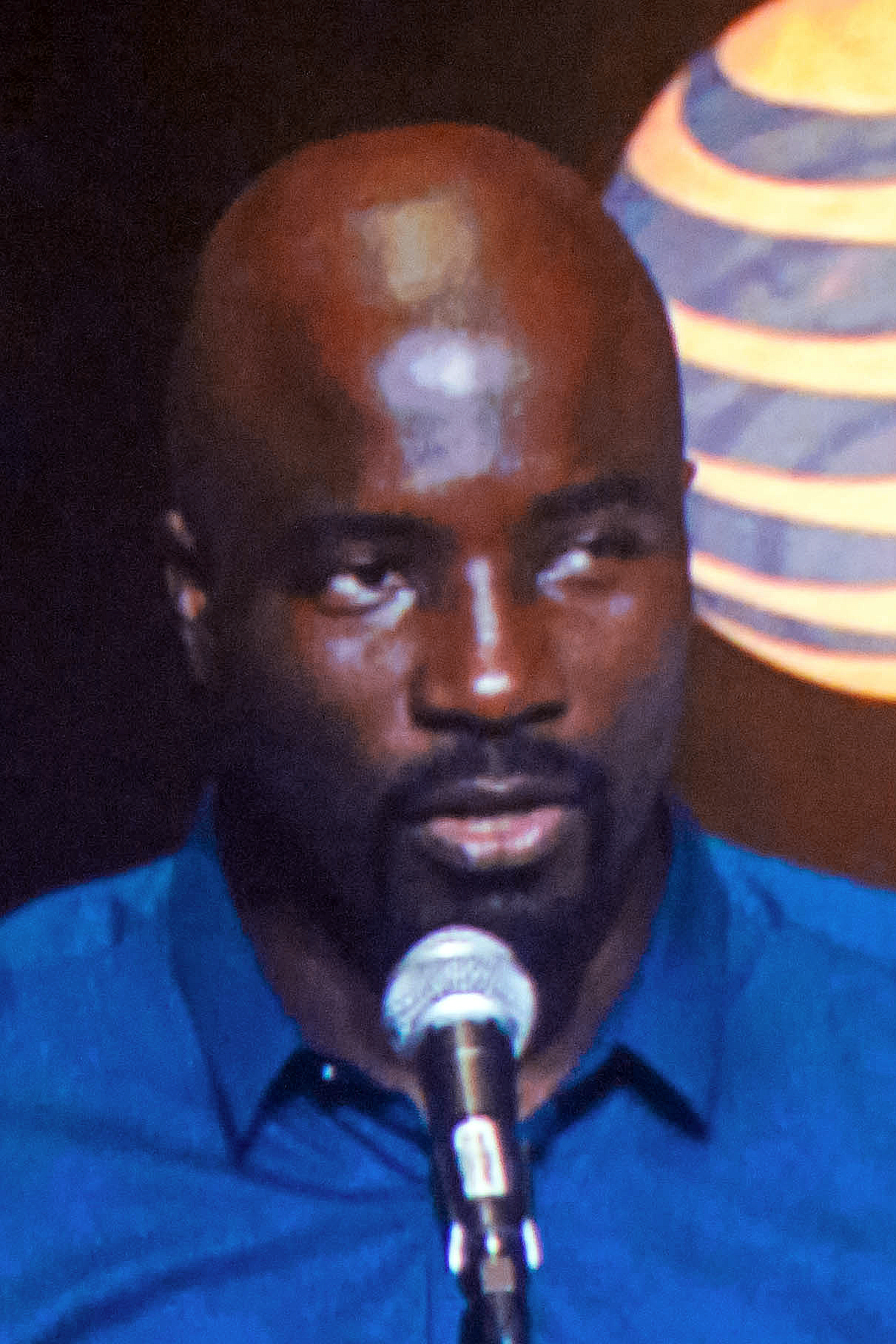
Mike Colter spielt Luke Cage
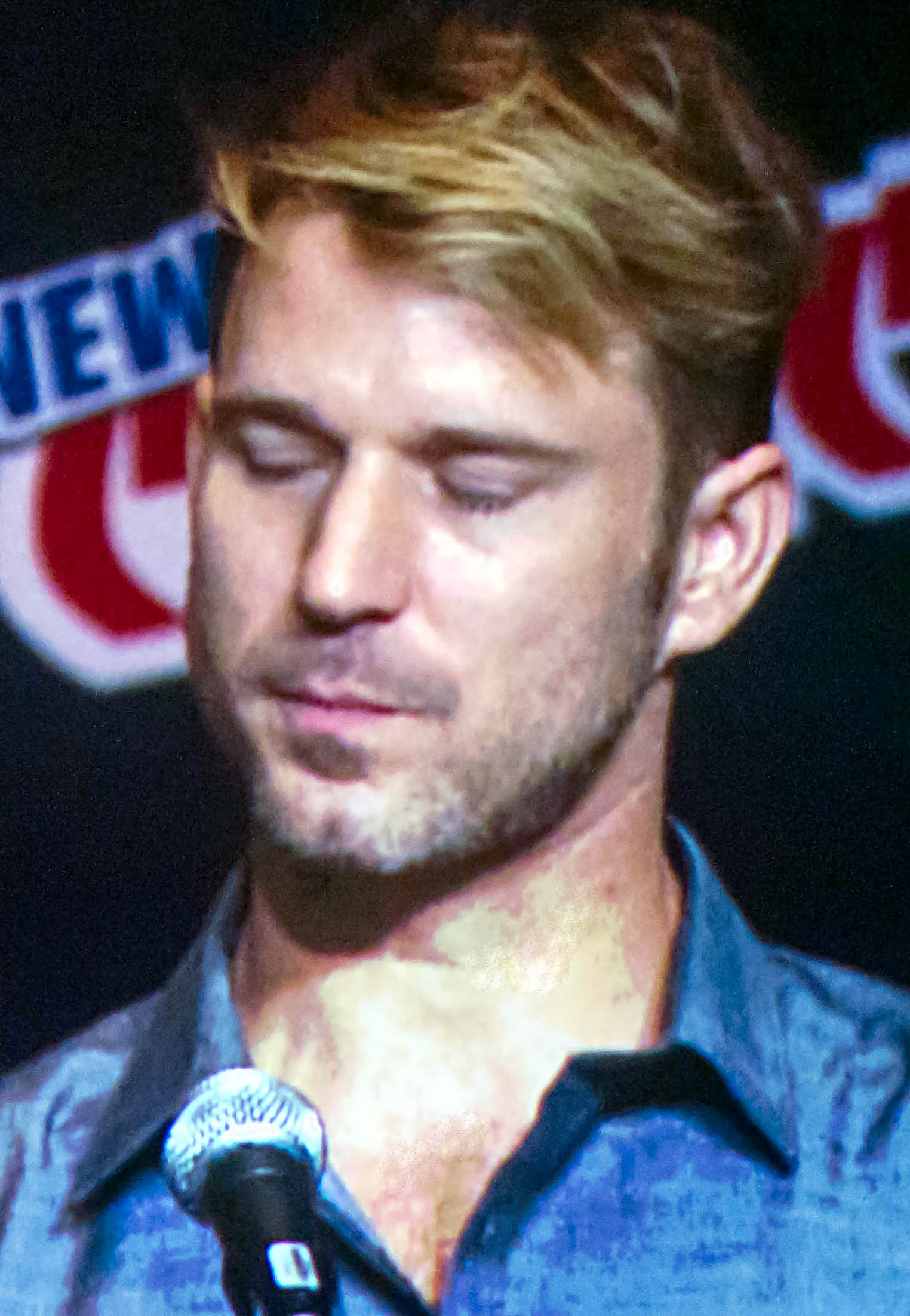
Wil Traval spielt Will Simpson
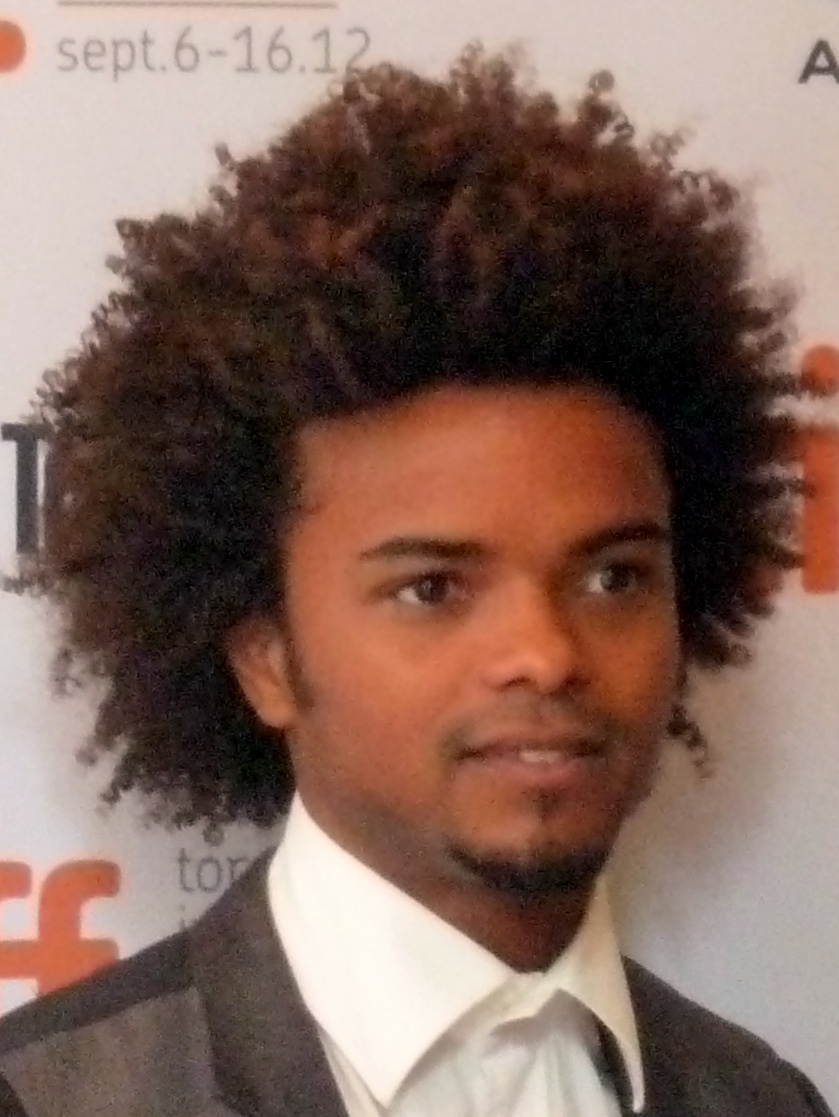
Eka Darville spielt Malcolm Ducasse

Jessica Jones
Eine alkoholkranke Privatdetektivin, die bei einem Unfall in ihrer Kindheit ihre Eltern verlor und seitdem über übermenschliche Körperkräfte verfügt. Sie wurde in der Jugend von der Familie Walker adoptiert und war kurzzeitig eine Superheldin, bis sie unter den Bann des Superschurken Kilgrave fiel und seine Marionette wurde. Nachdem er sie einen Mord begehen ließ, schaffte sie die Flucht. Als er zurückkehrt und Menschen zu Morden zwingt, schwört sie, ihn zur Strecke zu bringen.
Kilgrave
Geboren als Kevin Thompson. Ein sadistischer britischer Superschurke, der beliebigen Menschen in Sekundenschnelle seinen Willen aufzwingen kann. In seiner Kindheit litt er an einer für gewöhnlich tödlichen Krankheit, weswegen ihn seine Eltern fragwürdigen Experimenten unterzogen. Dies ist die Quelle für seine übernatürlichen Fähigkeiten.
Trish Walker
Eine erfolgreiche Radiomoderatorin und Jessicas Adoptivschwester. Trotz diverser Spannungen stehen sie zueinander und teilen eine gemeinsame Abneigung gegen ihre Mutter Dorothy, die Trish durch Kindesmisshandlung zum Kinderstar sowie später zum Model aufbaute. Ihr vollständiger Name ist Patricia, in der Öffentlichkeit wird sie nur „Trish“ oder „Patsy“ genannt.
Jeri Hogarth
Eine skrupellose Anwältin, die für ihre Drecksarbeit gerne Jessica engagiert. Sie führt eine gleichgeschlechtliche Ehe mit ihrer Gemahlin Wendy. Sie betrügt sie mit einer jüngeren Frau, ihrer Sekretärin, für die sie Wendy verlässt.
Luke Cage
Ein Barkeeper mit unverwundbarer Haut und erhöhten Körperkräften, mit dem Jessica eine Affäre hat. Sie endet, als er herausfindet, dass Jessica einst unter Kilgraves Kontrolle seine Ehefrau Reva tötete.
Hope Shlottman
Eine Studentin, die ähnlich wie Jessica unter Kilgraves Bann stand. Jessica wird von Hopes Eltern beauftragt, sie zu finden, da sie seit einiger Zeit vermisst wird. Nachdem Jessica Hope gefunden hat, manipuliert Kilgrave Hope, ihre eigenen Eltern Barbara und Bob Shlottman zu töten. Jessica setzt alles daran, ihre Unschuld zu beweisen. Sie tötet sich später mit einem Trinkglas in Anwesenheit von Jessica, um ihr die Skrupel zu nehmen, Kilgrave zu töten.
Will Simpson
Ein Polizist, der von Kilgrave manipuliert wird, Trish anzugreifen, und später davon besessen ist, Kilgrave zur Strecke zu bringen. Hierfür nimmt er Drogen, die ihm übernatürliche Fähigkeiten verleihen, ihn aber auch in den Wahnsinn treiben. Er wird zu einem psychopathischen Mörder und wird am Ende von einer mysteriösen Organisation namens IGH verschleppt.
Malcolm Ducasse
Jessicas drogenkranker Nachbar, der von Kilgrave manipuliert wird, um sie auszuspionieren. Später wird er Jessicas Mitarbeiter und Partner bei Alias Investigations.

## Besetzung und Synchronisation
Die deutschsprachige Synchronisation der Serie entstand bei der Berliner Synchron GmbH mit Dialogbüchern von Benjamin Peter sowie Frank Muth und unter der Dialogregie von Klaus Bauschulte.

### Hauptbesetzung
| Rollenname                | Schauspieler     | Hauptrolle | Nebenrolle              | Synchronsprecher       |
| ------------------------- | ---------------- | ---------- | ----------------------- | ---------------------- |
| Jessica Jones             | Krysten Ritter   | 1.01–3.13  |                         | Anja Stadlober         |
| Luke Cage                 | Mike Colter      | 1.01–1.13  | 3.13                    | Ralf David             |
| Trish „Patsy“ Walker      | Rachael Taylor   | 1.01–3.13  |                         | Mareile Moeller        |
| Will Simpson              | Wil Traval       | 1.01–1.11  | 2.01–2.02               | Christoph Banken       |
| Hope Shlottman            | Erin Moriarty    | 1.01–1.10  |                         | Julia Meynen           |
| Malcolm Ducasse           | Eka Darville     | 1.01–3.13  |                         | Nick Forsberg          |
| Jeryn „Jeri“ Hogarth      | Carrie-Anne Moss | 1.01–3.13  |                         | Sabine Falkenberg      |
| Kevin Thompson / Kilgrave | David Tennant    | 1.01–1.13  | 2.11, 3.13 (nur Stimme) | Gerrit Hamann          |
| Oscar Arocho              | J.R. Ramirez     | 2.01–2.13  | 3.02                    | Daniel Montoya         |
| Pryce Cheng               | Terry Chen       | 2.01–2.13  |                         | John-Alexander Döring  |
| Alisa Hansen              | Janet McTeer     | 2.03–2.13  |                         | Traudel Sperber        |
| Alisa Hansen              | Miriam Shor      |            | 1.08                    | Katharina Spiering     |
| Inez Green                | Leah Gibson      | 2.04–2.12  |                         | Wicki Kalaitzi         |
| Erik Gelden               | Benjamin Walker  | 3.01–3.13  |                         | Armin Schlagwein       |
| Kith Lyonne               | Sarita Choudhury | 3.01–3.13  |                         | Dana Friedrich         |
| Zaya Okonjo               | Tiffany Mack     | 3.01–3.13  |                         | Lena-Marie Rettinghaus |
| Gregory Sallinger         | Jeremy Bobb      | 3.03–3.12  |                         | Jörn Linnenbröker      |

### Nebenbesetzung
| Rollenname               | Schauspieler        | Nebenrolle                                                   | Synchronsprecher                                       |
| ------------------------ | ------------------- | ------------------------------------------------------------ | ------------------------------------------------------ |
| Pam                      | Susie Abromeit      | 1.01–1.10                                                    | Anne Düe                                               |
| Wendy Ross-Hogarth       | Robin Weigert       | 1.01–1.10                                                    | Sabine Arnhold                                         |
| Nicole                   | Nichole Yannetty    | 1.01–1.04, 1.11, 1.13, 2.03, 2.09, 2.12                      | Anja Rybiczka (Staffel 1) Franziska Endres (Staffel 2) |
| Det. Oscar Clemons       | Clarke Peters       | 1.02, 1.07–1.10                                              | Sven Brieger                                           |
| Reva Connors             | Parisa Fitz-Henley  | 1.02–1.03, 1.06                                              | stumm                                                  |
| Ruben                    | Kieran Mulcare      | 1.02–1.03, 1.05, 1.07                                        | Henning Nöhren                                         |
| Robyn                    | Colby Minifie       | 1.02, 1.07, 1.10–1.12                                        | Esra Vural                                             |
| David                    | Paul Pryce          | 1.03–1.09                                                    | Thomas Schmuckert                                      |
| Jackson                  | Ryan Farrell        | 1.04, 1.06, 1.09–1.11                                        | Jacob Weigert (1.04–1.06) Bastian Sierich (1.09–1.11)  |
| Louise Thompson          | Lisa Emery          | 1.04, 1.06, 1.09–1.10                                        | Liane Rudolph                                          |
| Emma                     | Gillian Glasco      | 1.04, 1.06, 1.09–1.10                                        | Heike Beeck                                            |
| Dorothy Walker           | Rebecca De Mornay   | 1.07, 1.11–2.02, 2.05–2.07, 2.12–3.02, 3.06–3.08, 3.11       | Sabine Jaeger                                          |
| Albert Thompson          | Michael Siberry     | 1.08–1.10, 1.12–1.13                                         | Rainer Gerlach                                         |
| Dr. Kozlov               | Thomas Kopache      | 1.09–1.11                                                    | Peter Groeger                                          |
| Robert „Whizzer“ Coleman | Jay Klaitz          | 2.01–2.02                                                    | Tino Kießling                                          |
| Detective Eddy Costa     | John Ventimiglia    | 2.02, 2.04–2.05, 2.08, 2.12–3.01, 3.03, 3.06–3.09, 3.12–3.13 | Matthias Klages                                        |
| Dr. Karl Malus           | Callum Keith Rennie | 2.05–2.11                                                    | Frank Muth                                             |
| Gillian                  | Aneesh Sheth        | 3.01, 3.03, 3.05, 3.07–3.10, 3.12                            | Nora Kunzendorf                                        |
| Brianna "Berry" Gelden   | Jamie Neumann       | 3.05–3.06, 3.10, 3.12–3.13                                   | Marie-Isabel Walke                                     |

### Gastdarsteller
| Rollenname     | Schauspieler   | Nebenrolle | Synchronsprecher  |
| -------------- | -------------- | ---------- | ----------------- |
| Brett Mahoney  | Royce Johnson  | 1.07       | Christoph Banken  |
| Claire Temple  | Rosario Dawson | 1.13       | Claudia Gáldy     |
| Samantha Reyes | Michelle Hurd  | 1.13       | Anke Reitzenstein |
| Foggy Nelson   | Elden Henson   | 2.03       | Julien Haggège    |
| Turk Barrett   | Rob Morgan     | 2.12       | Matti Klemm       |

## Episodenliste

### Staffel 1
| Nr. (ges.) | Nr. (St.) | Deutscher Titel                | Originaltitel             | Erstveröffentlichung USA | Deutschsprachige Erstveröffentlichung (D/A/CH) | Regie              | Drehbuch                                                             |
| --- | --------- | ------------------------------ | ------------------------- | ------------------------ | ---------------------------------------------- | ------------------ | -------------------------------------------------------------------- |
| 1 | 1         | Ladies’ Night                  | AKA Ladies Night          | 20. Nov. 2015            | 20. Nov. 2015                                  | S. J. Clarkson     | Melissa Rosenberg                                                    |
| Die mit übermenschlicher Stärke ausgestattete Jessica Jones ist dank ihres Spionagetalents als Privatdetektivin tätig, indem sie zumeist Fremdgänger ausfindig macht, während sie andere Arten von Aufträgen von der Anwältin Jeri Hogarth erhält. Jessica leidet seit der Gedankenkontrolle durch einen Mann namens Kilgrave vor rund einem Jahr unter einer posttraumatischen Belastungsstörung und einer damit einhergehenden Alkoholsucht. In ihrem aktuellen Fall geht es um eine Tänzerin, die von Hogarth vertreten wird und für einen Unfall in dem Nachtclub von Gregory Spheeris entschädigt werden soll. Zu diesem Zweck verschafft Jessica Spheeris eine Vorladung und demonstriert ihm dabei ihre außergewöhnliche Kraft. Auf einer nächtlichen Erkundungstour begegnet Jessica dem Barbesitzer Luke Cage, der ihr unter dem Motto Ladies’ Night kostenlos Alkohol ausschenkt und anschließend mit ihr schläft. Als Jessica das Foto einer Frau in Cages Wohnung sieht, entschuldigt sie sich und geht. Nachdem sie von den Eltern des vermissten Mädchens Hope Shlottman aufgesucht wird, stellt Jessica Nachforschungen an, die sie zu einer erschreckenden Erkenntnis führen: Ihr seelischer Peiniger Kilgrave, den sie für tot gehalten hatte, ist zurückgekehrt und hat Hope gefügig gemacht. Jessica bittet ihre Freundin, die Radiomoderatorin Trish Walker, um Geld für eine Flucht vor Kilgrave, diese aber überredet sie dazu, das Mädchen zumindest noch zu befreien. Da Jessica die gleichen Handlungsschritte wie bei ihrer eigenen Entführung wiedererkennt, findet sie Hope allein in einem Hotelzimmer, welches diese nur unter Zwang verlässt. Nach der Wiedervereinigung mit ihren Eltern packt Jessica zusammen, um mit diesen die Stadt zu verlassen, und schickt sie voraus in den Fahrstuhl. Ohne bemerkt zu haben, dass Kilgraves Manipulation noch anhält, sieht Jessica, wie Hope einen Revolver zieht, und kann nicht verhindern, dass diese ihre Eltern erschießt. Angesichts der verstörten Hope entscheidet sich Jessica daraufhin zu bleiben, um Kilgraves Handeln ein Ende setzen.                                          |           |                                |                           |                          |                                                |                    |                                                                      |
| 2 | 2         | Crush-Syndrom                  | AKA Crush Syndrome        | 20. Nov. 2015            | 20. Nov. 2015                                  | S. J. Clarkson     | Micah Schraft                                                        |
| Nach ihrem Verhör, bei dem sie sich für die Unschuld der in psychiatrischer Behandlung befindlichen Hope ausspricht, versucht Jessica, Hogarth dazu zu überreden, Hope als Klientin anzunehmen, wofür diese jedoch einen Beweis von Kilgraves Fähigkeiten fordert. Als Cage Jessica damit konfrontiert, dass sie Fotos von ihm gemacht hat, gibt sie vor, von dem Ehemann von Gina, einer Frau, mit der er ein Verhältnis hat, angeheuert worden zu sein, woraufhin Cage Gina im Unwissen über deren Ehe dazu befragt. In ihren Ermittlungen zu Kilgrave besichtigt Jessica den Tatort, an dem Kilgrave damals von einem Bus erfasst wurde und scheinbar starb. Im nahegelegenen Krankenhaus entdeckt sie, dass der Krankenwagen mit Kilgrave niemals eingetroffen ist, weshalb sie dem Fahrer einen Besuch abstattet und feststellt, dass dieser nach einem erlittenen Schlaganfall an ein Dialysegerät gebunden und unansprechbar ist. Zurück in ihrem Büro trifft Jessica auf die aufgebrachte Gina, die ihr vorwirft, dass ihr Mann sie keineswegs engagiert hat, sich nun allerdings mit ein paar Schlägern auf dem Weg zu Cage befindet. Jessica eilt zu dessen Bar und hilft Cage mit ihrer Kraft, bemerkt jedoch, dass auch er übernatürliche Stärke besitzt und die Angreifer mühelos zurückhalten kann. Kurz darauf sucht Jessica den auf das Dialysegerät angemeldeten Doktor auf, welcher ihr nach einem erfolglosen Fluchtversuch erklärt, dass er als behandelnder Arzt in Kilgraves Krankenwagen von diesem aufgrund drohenden Nierenversagens dazu aufgefordert wurde, ihm die zwei Nieren des Krankenwagenfahrers zu transplantieren. Da der Doktor dies unter den wachsamen Augen Kilgraves befolgte, wird Jessica klar, dass anästhetische Betäubungsmittel Kilgraves telepathische Fähigkeiten unterdrücken, und mit der Geschichte des Doktors gewinnt sie Hogarth für Hopes Verteidigung. Während sich schließlich offenbart, dass sich Trish Walker heimlich in Selbstverteidigung übt, erwartet Cage Jessica in ihrer Wohnung und zeigt ihr, dass er über eine undurchdringliche Haut verfügt.                                                  |           |                                |                           |                          |                                                |                    |                                                                      |
| 3 | 3         | Es heißt Whisky                | AKA It’s Called Whiskey   | 20. Nov. 2015            | 20. Nov. 2015                                  | David Petrarca     | Liz Friedman & Scott Reynolds Idee: Liz Friedman                     |
| Während Jessica mit Cage eine Beziehung beginnt, muss sie miterleben, wie sowohl die Medien als auch Hogarth Hopes Glaubwürdigkeit anzweifeln. Als Hogarth Jessica vorschlägt, zur Unterstützung von Hopes Aussagen sich selbst und weitere Opfer von Kilgrave der Öffentlichkeit zu zeigen, organisiert die hilfsbereite Trish ein Live-Interview mit Hope im Radio, mit dem sie sie überzeugender darstellen will. Angesichts Hogarths Ignoranz gegenüber Hopes Aussagen gerät Trish dabei jedoch aus der Fassung und beleidigt Kilgrave, welcher sich sogleich als anonymer Anrufer meldet und Trish indirekt klarmacht, dass er sich von ihren Beschimpfungen verletzt fühlt. Kurz darauf wird Trish von dem Polizisten Will Simpson besucht, der sie jedoch angreift und niederschlägt. Jessica eilt zur Hilfe und verabreicht der benommenen Trish, um deren Tod vorzutäuschen, das Schmerzmittel, welches sie unterdessen zur Anwendung gegen Kilgrave mithilfe eines Ablenkungsmanövers aus dem Krankenhaus entwendet hat. Der von Kilgrave kontrollierte Polizist sieht seinen Auftrag als erledigt an und verlässt die Wohnung mitsamt einem von Jessica zugesteckten, ortungsfähigen Mobiltelefon. Dadurch kann Jessica ihm in ein Apartment folgen, wo sie beobachtet, wie Simpson Kilgrave Bericht erstattet. Als dieser ihn daraufhin anweist, sich vom Balkon zu stürzen, greift Jessica ein und hält ihn davon ab. Kilgrave sieht Jessica, doch bevor sie zu ihm gelangt, muss sie Simpson zunächst vollends außer Gefecht setzen. Bei der Verfolgung von Kilgrave muss sich Jessica mehreren ferngesteuerten Hausbewohnern zur Wehr setzen, die sie letztendlich daran hindern, Kilgrave einzuholen. Stattdessen aber findet Jessica einen Raum voller Aufnahmen von ihr, der zeigt, dass sie die ganze Zeit unter Kilgraves Beobachtung stand. Jessicas Beziehung mit Cage findet schließlich ihr Ende, da Jessica von Schuldgefühlen geplagt wird, nachdem sie die Frau von Cage auf dessen Bild als eines ihrer Mordopfer unter Kilgraves Einfluss wiedererkannt hat.                                                                               |           |                                |                           |                          |                                                |                    |                                                                      |
| 4 | 4         | 99 Freunde                     | AKA 99 Friends            | 20. Nov. 2015            | 20. Nov. 2015                                  | David Petrarca     | Hilly Hicks, Jr.                                                     |
| Jessica wird von Audrey Eastman beauftragt, Beweisfotos von den Seitensprüngen ihres Ehemannes zu schießen, zögert aber bei der Ausführung, da sie sich erst vergewissern will, dass Audrey nicht unter Kilgraves Einfluss steht. Der von Kilgrave befreite Sergeant Simpson sucht die Wohnung von Trish auf, da er dort deren Leiche vermutet, und sieht sich der lebendigen Trish gegenüber, weshalb Jessica ihn über seine Erlebnisse aufklärt. Im Zuge seiner dadurch entfachten Bereitschaft, Kilgrave zu stoppen, bittet sie ihn, ihr öffentliche Überwachungsaufnahmen zu verschaffen, um so den heimlichen Fotografen für Kilgrave zu identifizieren. Nachdem Jessica Trish dazu überredet, sich über das Radio bei Kilgrave zu entschuldigen, stellt Hogarth Jessica eine Reihe von Menschen vor, die sich nach Trishs Interview als Opfer Kilgraves gemeldet haben. Jessica filtert bei einer Befragung die tatsächlich Betroffenen unter ihnen heraus und bildet eine Gruppe zum gegenseitigen Austausch der Erfahrungen. Anschließend widmet sich Jessica der Beschattung von Audreys Ehemann und verfolgt ihn bis zu seiner Wohnung, wo Audrey sie jedoch mit gezückter Waffe erwartet. Wie sich herausstellt, hegt diese seit dem Verlust ihrer Mutter beim „Vorfall“ einen Hass gegen Menschen mit Superkräften und will sich dafür an Jessica rächen, indem sie sie anschießt. Dies versetzt Jessica derart in Rage, dass sie wutentbrannt vom Tod ihrer eigenen Eltern erzählt und die Wohnung verwüstet, mit der Aufforderung an Audrey und ihren Ehemann, die Stadt zu verlassen. Aufgrund seines schlechten Gewissens überbringt Simpson Trish ein Geschenk zur Wiedergutmachung und nachdem Trish ihre anfängliche Abneigung gegenüber Simpson ablegt, kommen die beiden ins Gespräch. Durch ein Mitglied ihrer Selbsthilfegruppe erhält Jessica einen Hinweis auf das Aussehen eines Mannes, der Kilgrave Fotos überbracht haben soll. Bei der Überprüfung der Videoaufnahmen entdeckt sie ihren Fotografen; es handelt sich um ihren drogenabhängigen Nachbarn Malcolm Ducasse.                                                                  |           |                                |                           |                          |                                                |                    |                                                                      |
| 5 | 5         | Das Sandwich hat mich gerettet | AKA The Sandwich Saved Me | 20. Nov. 2015            | 20. Nov. 2015                                  | Stephen Surjik     | Dana Baratta                                                         |
| In mehreren Rückblenden wird gezeigt, wie Trish vor 18 Monaten erfolglos versucht hat, Jessica zu überreden, ihre Kräfte als Superheldin im Kostüm zu nutzen. Jessica rettete kurz darauf Malcolm Ducasse das Leben, indem sie ihn vor zwei Räubern bewahrte, und wurde dabei von Kilgrave beobachtet, der sie angesichts ihrer außergewöhnlichen Fähigkeiten kurzerhand unter seine Kontrolle nahm. In der Gegenwart ist Jessica zu dem Schluss gekommen, dass Kilgrave Malcolm zu einem Junkie gemacht hat und ihn stetig mit Drogen versorgt, um ihn unauffällig Fotos schießen zu lassen und die zeitliche Begrenzung seiner Manipulation zu umgehen. Bei der Observation von Malcolm entdeckt Jessica, dass dieser sich jeden Tag zur selben Uhrzeit mit Kilgrave trifft, um Bilder gegen Drogen zu tauschen. Jessica teilt ihre Beobachtungen Trish mit, und die beiden fassen den Plan, Kilgrave zu entführen und so Hopes Unschuld zu beweisen. Simpson, der inzwischen mit Trish eine Beziehung eingegangen ist, schließt sich dem an und stellt einen Van und eine verlassene Quarantänestation für Kilgraves Aufbewahrung zur Verfügung. Die drei warten das nächste Treffen zwischen Malcolm und Kilgrave ab. Als der Moment gekommen ist, schießt Simpson ein Betäubungsprojektil auf Kilgrave und Jessica trägt dessen Körper zum Van. Mit dem bewusstlosen Kilgrave fahren die drei davon, werden jedoch von einer Gruppe Männern aufgehalten, die Kilgrave über einen Peilsender verfolgt haben und ihn nach einem kurzen Kampf befreien. Ein geschlagener Gefangener erklärt ihnen, dass sie – entgegen Jessicas Vermutung – nicht unter Kilgraves Einfluss standen, sondern ihn im Auftrag ihrer Sicherheitsfirma beschützt haben. Jessica sperrt Malcolm schließlich zur Sicherheit bei sich zuhause ein und versucht, ihn von seinen Drogen abzubringen. Als Kilgrave anruft und anbietet, Malcolm in Ruhe zu lassen, wenn Jessica ihm jeden Tag ein Foto von sich schickt, geht sie widerwillig darauf ein. |           |                                |                           |                          |                                                |                    |                                                                      |
| 6 | 6         | Du bist ein Gewinner!          | AKA You’re a Winner       | 20. Nov. 2015            | 20. Nov. 2015                                  | Stephen Surjik     | Edward Ricourt                                                       |
| Jessica wird von Luke Cage beauftragt, den aufgrund von Schulden untergetauchten Antoine zu suchen, und vereinbart telefonisch mit diesem den Treffpunkt für die angebliche Preisübergabe aus einem Gewinnspiel. Im Lauf der Zusammenarbeit kommen sich Jessica und Cage wieder näher, wobei Cage ihr erzählt, dass er eigentlich nur Antoines Schwester einen Gefallen tut, von der er sich Hinweise zum Tod seiner Frau, Reva Connors, erhofft, die, wie er vermutet, nicht durch einen Busunfall getötet wurde. Außerdem wiesen ihn von Reva hinterlassene Notizen an, in dem Lagerhaus, in dessen Nähe sie gestorben ist, etwas auszugraben, was Cage jedoch nicht finden konnte. Jessica erinnert sich, dass sie in Gegenwart von Kilgrave und Reva an jener Stelle eine Kiste mit einem geheimen Datenträger ausgrub, kurz bevor sie Reva tötete. Währenddessen muss sich Jessica im Gefängnis um Hope kümmern, die sich zusammenschlagen ließ, um eine aus der Gedankenkontrolle durch Kilgrave davongetragene Schwangerschaft durch eine Fehlgeburt zu beenden. Jessica versorgt Hope mit einer Abtreibungspille und trifft sich anschließend mit Cage am für Antoine angegebenen Ort, wo dieser zwar nicht erscheint, dafür aber ein auffälliger Mann, dem sie bis zu einer Lagerhalle folgen. Dort befindet sich Antoine, dessen Gläubiger kurz darauf mitsamt Handlangern auftaucht, die Jessica und Cage allerdings zurückschlagen können. Cage übergibt Antoine daraufhin seiner Schwester und erhält die Beweise, durch die er erfährt, dass der Busfahrer damals betrunken war und noch immer im Dienst ist. Cage macht sich auf, Rache an ihm zu üben, auch wenn Jessica versucht, ihn davon abzuhalten. Sie kann den Busfahrer schließlich vor Cage bewahren, indem sie zugibt, dass sie unter Kilgraves Einfluss Reva tötete. Zornerfüllt wirft Cage ihr vor, dennoch mit ihm geschlafen zu haben, und wendet sich von ihr ab. Durch das aus einem manipulierten Pokerspiel gewonnene Geld eignet sich Kilgrave derweil das Haus an, in dem Jessica aufgewachsen ist.                                                                                 |           |                                |                           |                          |                                                |                    |                                                                      |
| 7 | 7         | Die schlimmsten Perversen      | AKA Top Shelf Perverts    | 20. Nov. 2015            | 20. Nov. 2015                                  | Simon Cellan Jones | Jenna Reback & Micah Schraft                                         |
| Als Teil der Zusammenarbeit mit Hogarth ist Jessica schon länger damit beschäftigt, deren getrennt lebende Ehefrau Wendy zum Unterschreiben eines Scheidungsvertrages zu bringen. Sie lauert ihr angetrunken in einer U-Bahn-Station auf und bedroht sie, jedoch ohne Erfolg. Als Malcolm Jessica nach Hause hilft, finden die beiden ihren toten Nachbarn Ruben, der während eines Aufenthaltes von Kilgrave in Jessicas Wohnung zum Selbstmord getrieben wurde. Aus der Verzweiflung heraus fasst Jessica den Plan, sich in einem Hochsicherheitsgefängnis einsperren zu lassen, um sich Kilgrave endgültig fernzuhalten. Hogarth wird derweil von Wendy aufgesucht, die sie mit Beweisen zu einem Bestechungsvorfall vergangener Tage belastet und einen Teil ihres Vermögens einfordert. In Aussicht auf ihre Haft sucht Jessica Trishs Mutter Dorothy auf, eine erbarmungslose Talentagentin, die Jessica nach dem Tod ihrer Eltern aufgenommen und Trish als Kinderstar „Patsy Walker“ bekannt gemacht hat, und verbietet ihr nochmals eindringlich den Kontakt zu Trish. Diese hat währenddessen über Kilgraves Leibwächter dessen Haus ausfindig gemacht, welches Simpson daraufhin aus seinem Auto heraus unter Beobachtung nimmt. Mit Trishs Hilfe entsorgt Malcolm anschließend Rubens Leiche, die Jessica jedoch für ihre geplante Festnahme zurückholt und enthauptet, bevor sie sich mit dem abgetrennten Kopf auf der Polizeiwache stellt. Nach ihrem Verhör wird sie überraschend freigelassen und erkennt dann, dass der anwesende Kilgrave das gesamte Revier unter seine Kontrolle gebracht hat. In Jessicas Gegenwart erklärt Kilgrave schließlich, warum er von ihr besessen ist, indem er ihr seine Liebe gesteht und diese mit ihrer Widerstandsfähigkeit gegen seine Manipulation begründet. Nachdem er sich mit der schockierten Jessica auf ein Treffen in seinem Haus verabredet, begibt diese sich am nächsten Tag widerwillig dorthin und wird unter den Augen des noch immer wachsamen Simpson von Kilgrave in Empfang genommen. |           |                                |                           |                          |                                                |                    |                                                                      |
| 8 | 8         | W.W.J.D.                       | AKA WWJD?                 | 20. Nov. 2015            | 20. Nov. 2015                                  | Simon Cellan Jones | Scott Reynolds                                                       |
| Mit seinen Hausangestellten als Druckmittel bringt Kilgrave Jessica dazu, die nächsten Tage in seinem Haus zu wohnen, das er für sie so hat einrichten lassen, dass es dem aus ihrer Kindheit gleicht. Während Kilgrave sich mit Geschenken und netten Gesten um Jessicas Sympathie bemüht, zeigt diese sich weiterhin abweisend. Als Jessica auf den im Haus versteckten Simpson trifft, der er ihr anvertraut, eine Bombe im Keller platziert zu haben, um Kilgrave zu töten, entgegnet Jessica ihm, dass sie Kilgrave lebendig braucht, um Hopes Unschuld zu beweisen, und lässt die Bombe von Kilgraves Leibwächter entfernen. Während ihres Aufenthalts nimmt Jessica heimlich möglichst viele beweislastige Aussagen von Kilgrave auf dem Handy auf und schickt sie Hogarth. Um ein wenig Verständnis bei Jessica zu gewinnen, zeigt Kilgrave ihr ein Video von dem Datenträger, den sie einst für ihn ausgrub, wo zu sehen ist, wie er als Kind von seinen Eltern für wissenschaftliche Experimente missbraucht wurde und durch sie seine Fähigkeit erhielt. Jessica erkennt ein Stück Menschlichkeit in Kilgrave und führt ihn zu einem Polizeieinsatz, bei dem ein Mann seine Familie mit einer Waffe bedroht. Die beiden dringen in das Haus ein und von Jessica dazu aufgefordert zwingt Kilgrave den Mann, sich der Polizei zu ergeben. Motiviert von dieser Heldentat schlägt Kilgrave vor, mit Jessica an seiner Seite noch mehr Menschen zu retten, woraufhin diese jedoch das Haus unter seiner Erlaubnis für kurze Zeit verlässt. Nachdem sie Trish um Rat für ihr weiteres Vorgehen fragt, kehrt sie zurück und isst mit Kilgrave zu Abend. In einem Moment der Unachtsamkeit schafft es Jessica dabei, ihm das Schmerzmittel zu injizieren, wodurch er ohnmächtig wird. Sie schleppt ihn nach draußen, wo sie von Simpson und zwei seiner Freunde aufgehalten wird, die Kilgrave sofort töten wollen, doch Jessica schlägt sich in die Flucht, indem sie mithilfe ihrer Kraft davonfliegt. Vor Simpson taucht anschließend eine Nachbarin auf, von der sich Kilgrave zuvor belästigt gefühlt hatte, und sprengt sich mit Simpsons Bombe in die Luft. |           |                                |                           |                          |                                                |                    |                                                                      |
| 9 | 9         | Die Strafecke                  | AKA Sin Bin               | 20. Nov. 2015            | 20. Nov. 2015                                  | John Dahl          | Jamie King & Dana Baratta                                            |
| Nachdem Jessica Kilgrave in den Quarantäneraum einsperrt – mit Wasser befüllt, um ihn bei Bedarf über eine Stromleitung zu schocken –, kann sie Hope dazu überreden, ein Angebot der Staatsanwaltschaft zur sofortigen zwanzigjährigen statt lebenslänglichen Haft auszuschlagen. Während Trish den schwerverletzten Simpson ins Krankenhaus bringt, wo dieser dank des von ihm angeforderten Arztes, Dr. Kozlov, schnell genest, berichtet Jessica Detective Oscar Clemons von der Gefangenschaft Kilgraves. Da dieser allerdings ohne Beweis von Kilgraves Fähigkeiten kein Interesse an dessen Festnahme zeigt, begibt sich Jessica anschließend in Kilgraves Kammer, um ihn dazu zu bringen, seine Kräfte vor laufender Kamera an ihr anzuwenden. Im Wissen um Jessicas Intention lässt sich Kilgrave jedoch nicht provozieren und hält Jessica auch nicht davon ab, ihn niederzuschlagen. Auf der Suche nach einem Weg, Kilgrave aus der Deckung zu locken, recherchiert Jessica nach seinen verhassten Eltern, Albert und Louise Thompson, und stellt fest, dass die Mutter Mitglied in Malcolms Selbsthilfegruppe ist. Sie konfrontiert die Eltern mit dem Schicksal ihres Sohnes „Kevin“, was diese damit erklären, dass sie ihm in Wahrheit zur Bekämpfung einer tödlichen Nervenkrankheit einen Virus einpflanzten, der die unvorhergesehenen Nebenwirkungen hervorrief. Jessica kann Detective Clemons als Zeugen auf die Station locken und lässt Kilgraves Eltern vor dessen und Hogarths Augen in den Sicherheitsraum eintreten, wo Louise ihren Sohn nach einem zunächst herzlichen Wiedersehen aus dem Hinterhalt mit einer Schere verletzt. Daraufhin entlädt sich Kilgraves ganze Wut und er befiehlt seiner Mutter, sich selbst zu erstechen, was Jessica durch einen Ausfall der elektrischen Vorrichtung nicht verhindern kann. Sie stürmt in die Zelle und kann den Vater retten, während Kilgrave, von Trish angeschossen, die Flucht ergreift. Jessica muss Kilgrave entkommen lassen, nachdem der den Detective zwingt, sich ihr in den Weg zu stellen, erkennt dabei aber ihre Resistenz gegen Kilgraves Kräfte.                              |           |                                |                           |                          |                                                |                    |                                                                      |
| 10 | 10        | 1000 Schnitte                  | AKA 1,000 Cuts            | 20. Nov. 2015            | 20. Nov. 2015                                  | Rosemary Rodriguez | Dana Baratta & Micah Schraft                                         |
| Von der fliehenden Hogarth lässt sich Kilgrave zu deren Exfrau, der Ärztin Wendy, bringen, die seine Schusswunde versorgt. Es stellt sich heraus, dass Hogarth das Stromkabel zur Kammer durchtrennt hat in der Hoffnung, dass Kilgrave im Gegenzug Wendy dazu zwingt, den Scheidungsvertrag zu unterzeichnen. Stattdessen lässt Kilgrave die verbitterte Wendy mit 1000 Messerstichen Rache an Hogarth üben und verschwindet anschließend. Während sich Jessica auf die Suche nach Hogarth begibt und Albert mit Trish in seiner Unterkunft beginnt, aus einer Blutprobe von Jessica einen Impfstoff gegen Kilgraves Virus herzustellen, wird der auf Verstärkung wartende Detective Clemons vom durch Militärdrogen aufgeputschten Simpson erschossen, der die Ermordung Kilgraves der Inhaftierung vorzieht. Hogarth wird schließlich von ihrer Liebhaberin Pam gerettet, die Wendy aus Notwehr erschlägt, als Jessica erscheint und ihre Abscheu Hogarth gegenüber äußert. In ihrer Wohnung wird Jessica dann von Kilgrave überrascht, der die von ihm aus dem Gefängnis entlassene Hope im Austausch gegen seinen Vater anbietet, doch Jessica schlägt ihn zunächst bewusstlos. Kurz darauf werden sie und Malcolm allerdings von Robyn, der Schwester von Ruben, und zwei Mitgliedern der Selbsthilfegruppe, die Jessica für ihr Leid verantwortlich machen, außer Gefecht gesetzt. Jessica erwacht und sucht, von einer Manipulierten aus dem Gefängnis informiert, mit Albert und dem Impfstoff das Restaurant auf, wo Kilgrave sie mit Hope erwartet, der Malcolm und die drei Angreifer mit einer Schlinge um den Hals auf dem Tresen platziert hat. Gerade als Kilgrave seinen Vater in Empfang nimmt, schneidet sich Hope mit einer Glasscherbe die Halsschlagader auf, woraufhin Kilgrave den auf dem Tresen Stehenden befiehlt, sich zu erhängen, und mit Albert flieht. Jessica schafft es rechtzeitig, das als Galgen dienende Rohr von der Decke zu reißen, kann aber nicht verhindern, dass Hope verblutet. Sie eklärt ihr Opfer damit, Jessica gegenüber nicht länger das Hindernis sein zu wollen, Kilgrave zu töten.                               |           |                                |                           |                          |                                                |                    |                                                                      |
| 11 | 11        | Die Blauen                     | AKA I’ve Got the Blues    | 20. Nov. 2015            | 20. Nov. 2015                                  | Uta Briesewitz     | Scott Reynolds & Liz Friedman                                        |
| Nach der Zeugenbefragung durch die Polizei, der die Gruppe Hopes Selbstmord schildert, ohne Kilgrave zu erwähnen, sucht Jessica in der folgenden Nacht in sämtlichen Leichenhäusern der Stadt nach Alberts Leiche, um Hinweise zu Kilgraves Aufenthaltsort zu erhalten, jedoch ohne Erfolg. Am nächsten Morgen wird die übermüdete Jessica von einem Fahrzeug angefahren und schleppt sich verletzt zur Leichenhalle eines Krankenhauses, wo sie die eben eingelieferte Leiche von Detective Clemons findet. Auf dem Weg zu Jessica wird Trish vor ihrer Haustür von Simpson abgefangen, der Jessica insgeheim beiseite schaffen will, da er glaubt, dass diese ihn davon abhält, Kilgrave zu töten. Als zwei von Dr. Kozlov geschickte Agenten auftauchen, um Simpson in Gewahrsam zu nehmen, schluckt dieser seine leistungssteigernden Pillen, unter deren Einfluss er die beiden kaltblütig erschießt und Trish in einem Raum ihrer Wohnung einsperrt. Unter dem Vorwand, einen Plan für das Vorgehen gegen Kilgrave zu entwickeln, besucht Simpson anschließend Jessica zuhause, diese kommt ihm aber auf die Schliche und beschuldigt ihn, Clemons umgebracht zu haben. Es entsteht ein Kampf zwischen den beiden, in dem Trish, die sich in der Zwischenzeit befreien konnte, der angeschlagenen Jessica zur Hilfe kommt und sich mit ihr ins Badezimmer flüchtet. Unter Jessicas Protest nimmt Trish daraufhin das Aufputschmittel zu sich, das sie Simpson beiläufig entwenden konnte, und hält ihn mithilfe ihres Kampfsporttrainings zurück, bis Jessica ihn schlussendlich K.o. schlagen kann. Kurz darauf droht Trish durch die Nebenwirkungen der Droge zu ersticken, weshalb Jessica den Krankenwagen ruft, in dem Trish gerettet werden kann. Während der bewusstlose Simpson von einem Einsatzteam unter Kozlovs Aufsicht geborgen wird, erfährt Jessica im Krankenhaus über eine Handynachricht, dass ihr Freund Luke Cage in Gefahr schwebt. Sie eilt zu dessen Bar, die vor ihren Augen explodiert, was Cage aufgrund seiner unzerstörbaren Haut allerdings überlebt.                                                                               |           |                                |                           |                          |                                                |                    |                                                                      |
| 12 | 12        | Hinten anstellen               | AKA Take a Bloody Number  | 20. Nov. 2015            | 20. Nov. 2015                                  | Billy Gierhart     | Hilly Hicks, Jr.                                                     |
| Cage erzählt Jessica von einem Aufeinandertreffen mit Kilgrave, bei dem dieser ihm aus Eifersucht auf dessen gemeinsame Vergangenheit mit Jessica befohlen hat, vor ihr seine Bar in die Luft zu sprengen. Jessica nimmt Cage bei sich auf, was dieser ihr mit seiner Hilfe dankt, und im Laufe der Zusammenarbeit verzeiht er ihr für den unfreiwilligen Mord an seiner Frau. Chemikalien aus Alberts verlassenem Unterschlupf führen Jessica schließlich zu einem Labor, in dem sie erfährt, dass Albert daran arbeitet, Kilgraves Kräfte zu verbessern, doch die Verfolgung eines ferngesteuerten Mannes endet nur in dessen Selbstmord. Währenddessen findet Trish mit Informationen ihrer ungeliebten Mutter Dorothy, von der sie in ihrer Kindheit misshandelt wurde, heraus, dass Kozlov und Simpson einem geheimen Forschungsprojekt mit der Abkürzung „IGH“ angehören, das unter anderem auch Jessicas Krankenhausaufenthalt nach dem Autounfall und dem Tod ihrer Familie bezahlte. In ihrer Wohnung übergibt Jessica Cage derweil das Videomaterial zu den Kinderexperimenten und über das Internet entdecken die beiden einen als Zaubertrick getarnten Auftritt Kilgraves in einem Nachtclub, wo dieser seine erweiterte Gedankenmanipulation getestet hat. Als beim Begutachten der dortigen Überwachungsaufnahmen Kilgrave plötzlich in Realität auf der Bühne erscheint, schickt Jessica Cage zur Sicherheit weg und geht anschließend auf Kilgrave zu, der feststellen muss, dass seine Kräfte nicht ausreichen, um sie zu manipulieren. Bevor Jessica ihn allerdings ergreifen kann, wird sie von Cage zurückgeschlagen, der tatsächlich die ganze Zeit über unter Kilgraves Kontrolle stand und nun von diesem die Anweisung erhält, Jessica zu töten. Während Kilgrave somit ein weiteres Mal entkommt, muss sich Jessica Cage zur Wehr setzen, wobei sie erfolglos versucht, ihn zur Besinnung zu bringen. Nachdem Cage zwei ankommende Streifenpolizisten niederschlägt, nimmt sich die verzweifelte Jessica ein Gewehr aus dem Polizeiwagen und hält Cage gezwungenermaßen mit einem Kopfschuss auf.                                             |           |                                |                           |                          |                                                |                    |                                                                      |
| 13 | 13        | Lächeln                        | AKA Smile                 | 20. Nov. 2015            | 20. Nov. 2015                                  | Michael Rymer      | Scott Reynolds & Melissa Rosenberg Idee: Jamie King & Scott Reynolds |
| Jessica bringt den bewusstlosen Cage in ein Krankenhaus, doch nachdem die Ärzte dort an dessen stählerner Haut scheitern, lässt sie ihn von der hilfsbereiten Krankenschwester Claire Temple zu ihrer Wohnung bringen. Über eine Durchsage hetzt der im Überwachungsraum befindliche Kilgrave das gesamte Krankenhauspersonal auf Jessica, die sich allerdings nach Hause flüchten kann und Claire überredet, vorübergehend auf Cage aufzupassen. Während Kilgrave sich von seinem Vater eine weitere Dosis zur Steigerung seiner Fähigkeiten verabreichen lässt, entdeckt Jessica über die eingespeicherten Gesprächsdaten in Cages Handy das Penthouse, das Kilgrave sich von einem wohlhabenden Ehepaar angeeignet hat. Statt Kilgrave findet sie dort aber nur den einen Ehepartner ermordet vor und den anderen damit beschäftigt, den im Sterben liegenden Albert in seine Einzelteile zu zerlegen. Ein von Kilgrave hinterlassener Hinweis führt Jessica zum Hafen, wo sie sich anschließend mit einem Ablenkungsmanöver durch Trish an Kilgrave heranschleichen will. Unter dem Schutz manipulierter Polizisten flieht dieser jedoch zu einer Yacht und ruft eine Menschengruppe zum gegenseitigen Mord auf. Da Jessica sich auf ihrem Weg zu Kilgrave aber nicht von der kämpfenden Menge aufhalten lässt, gebietet dieser allen Anwesenden aufzuhören, womit er auch Jessica stoppt. Um zu testen, ob sie ihre Machtlosigkeit nicht nur vortäuscht, zwingt Kilgrave Trish zu einem Kuss und kündigt an, mit ihr auf der Yacht abzulegen. Das Ausbleiben einer Reaktion Jessicas überzeugt Kilgrave von ihrer Willenlosigkeit, doch als er sich frohen Mutes zu ihr wendet, greift Jessica seinen Kopf und bricht ihm das Genick. Nach dem Tod Kilgraves wacht Cage wieder auf und zieht sich von Jessica zurück, die ihrerseits kurze Zeit später mit der Hilfe von Hogarth vor einer Haftstrafe bewahrt werden kann. Wegen ihrer Rettungstat am Hafen wird Jessica daraufhin als Heldin angesehen und Malcolm erklärt sich bereit, mit ihr die Arbeit in der Detektei Alias Investigations wiederaufzunehmen.                                                |           |                                |                           |                          |                                                |                    |                                                                      |

### Staffel 2
| Nr. (ges.) | Nr. (St.) | Deutscher Titel                               | Originaltitel                                | Erstveröffentlichung USA | Deutschsprachige Erstveröffentlichung (D/A/CH) | Regie              | Drehbuch                             |
| ---------- | --------- | --------------------------------------------- | -------------------------------------------- | ------------------------ | ---------------------------------------------- | ------------------ | ------------------------------------ |
| 14         | 1         | Fangen Sie ganz am Anfang an                  | AKA Start at the Beginning                   | 8. März 2018             | 8. März 2018                                   | Anna Foerster      | Melissa Rosenberg                    |
| 15         | 2         | Ein Unfall                                    | AKA Freak Accident                           | 8. März 2018             | 8. März 2018                                   | Minkie Spiro       | Aida Mashaka Croal                   |
| 16         | 3         | Überlebt                                      | AKA Sole Survivor                            | 8. März 2018             | 8. März 2018                                   | Mairzee Almas      | Lisa Randolph                        |
| 17         | 4         | Gnade Gott dem Penner                         | AKA God Help the Hobo                        | 8. März 2018             | 8. März 2018                                   | Deborah Chow       | Jack Kenny                           |
| 18         | 5         | Der Oktopus                                   | AKA The Octopus                              | 8. März 2018             | 8. März 2018                                   | Millicent Shelton  | Jamie King                           |
| 19         | 6         | Konfrontation                                 | AKA Facetime                                 | 8. März 2018             | 8. März 2018                                   | Jet Wilkinson      | Raelle Tucker                        |
| 20         | 7         | I Want Your Cray Cray                         | AKA I Want Your Cray Cray                    | 8. März 2018             | 8. März 2018                                   | Jennifer Getzinger | Hilly Hicks, Jr.                     |
| 21         | 8         | Ain’t We Got Fun                              | AKA Ain’t We Got Fun                         | 8. März 2018             | 8. März 2018                                   | Zetna Fuentes      | Gabe Fonseca                         |
| 22         | 9         | Ein Hai in der Badewanne, ein Monster im Bett | AKA Shark in the Bathtub, Monster in the Bed | 8. März 2018             | 8. März 2018                                   | Rosemary Rodriguez | Jenny Klein                          |
| 23         | 10        | Schweinekotelett                              | AKA Pork Chop                                | 8. März 2018             | 8. März 2018                                   | Neasa Hardiman     | Aida Mashaka Croal                   |
| 24         | 11        | Drei Leichen sind erst der Anfang             | AKA Three Lives and Counting                 | 8. März 2018             | 8. März 2018                                   | Jennifer Lynch     | Jack Kenny & Lisa Randolph           |
| 25         | 12        | Betet für meine Patsy                         | AKA Pray For My Patsy                        | 8. März 2018             | 8. März 2018                                   | Liz Friedlander    | Raelle Tucker & Hilly Hicks, Jr.     |
| 26         | 13        | Freizeitpark                                  | AKA Playland                                 | 8. März 2018             | 8. März 2018                                   | Uta Briesewitz     | Melissa Rosenberg Idee: Jesse Harris |

### Staffel 3
| Nr. (ges.) | Nr. (St.) | Deutscher Titel                                                              | Originaltitel                         | Erstveröffentlichung USA | Deutschsprachige Erstveröffentlichung (D/A/CH) | Regie              | Drehbuch                                                             |
| ---------- | --------- | ---------------------------------------------------------------------------- | ------------------------------------- | ------------------------ | ---------------------------------------------- | ------------------ | -------------------------------------------------------------------- |
| 27         | 1         | Der perfekte Burger (Netflix) A.K.A. Der perfekte Burger (Disney+)           | A.K.A The Perfect Burger              | 14. Juni 2019            | 14. Juni 2019                                  | Michael Lehmann    | Melissa Rosenberg                                                    |
| 28         | 2         | Gern geschehen (Netflix) A.K.A. Gern geschehen (Disney+)                     | A.K.A You’re Welcome                  | 14. Juni 2019            | 14. Juni 2019                                  | Krysten Ritter     | Hilly Hicks, Jr.                                                     |
| 29         | 3         | Ich habe keine Milz (Netflix) A.K.A. Ich habe keine Milz (Disney+)           | A.K.A I Have No Spleen                | 14. Juni 2019            | 14. Juni 2019                                  | Anton Cropper      | Lisa Randolph                                                        |
| 30         | 4         | Auf Abruf (Netflix) A.K.A. Ein Mitarbeiter meldet sich in Kürze (Disney+)    | A.K.A Customer Service is Standing By | 14. Juni 2019            | 14. Juni 2019                                  | Liesl Tommy        | Jamie King                                                           |
| 31         | 5         | Ich wünschte (Netflix) A.K.A. Schön wär’s (Disney+)                          | A.K.A I Wish                          | 14. Juni 2019            | 14. Juni 2019                                  | Mairzee Almas      | J. Holtham                                                           |
| 32         | 6         | Der wahre Wert (Netflix) A.K.A. Trauriges Gesicht (Disney+)                  | A.K.A Sorry Face                      | 14. Juni 2019            | 14. Juni 2019                                  | Tim Iacofano       | Jesse Harris                                                         |
| 33         | 7         | Der doppelte Half-Wappinger (Netflix) Der doppelte Halb-Wappinger (Disney+)  | A.K.A The Double Half-Wappinger       | 14. Juni 2019            | 14. Juni 2019                                  | Larry Teng         | Nancy Won                                                            |
| 34         | 8         | Kamerafreundlich (Netflix) A.K.A. Kamerafreundlich (Disney+)                 | A.K.A Camera Friendly                 | 14. Juni 2019            | 14. Juni 2019                                  | Stephen Surjik     | Scott Reynolds                                                       |
| 35         | 9         | Ich hab heute etwas getan (Netflix) A.K.A. Ich hab heute was getan (Disney+) | A.K.A I Did Something Today           | 14. Juni 2019            | 14. Juni 2019                                  | Jennifer Getzinger | Lisa Randolph                                                        |
| 36         | 10        | Helden (Netflix) A.K.A. Heldenhosen (Disney+)                                | A.K.A Hero Pants                      | 14. Juni 2019            | 14. Juni 2019                                  | Sanford Bookstaver | Hilly Hicks, Jr. & Jamie King                                        |
| 37         | 11        | Hellcat (Netflix) A.K.A. Höllenkatze (Disney+)                               | A.K.A Hellcat                         | 14. Juni 2019            | 14. Juni 2019                                  | Jennifer Getzinger | Jane Espenson                                                        |
| 38         | 12        | Viele Würmer (Netflix) A.K.A. Ziemlich viele Würmer (Disney+)                | A.K.A A Lotta Worms                   | 14. Juni 2019            | 14. Juni 2019                                  | Sarah Boyd         | Scott Reynolds                                                       |
| 39         | 13        | Einfach alles (Netflix) A.K.A. Alles (Disney+)                               | A.K.A Everything                      | 14. Juni 2019            | 14. Juni 2019                                  | Neasa Hardiman     | Melissa Rosenberg & Lisa Randolp Idee: Melissa Rosenberg & Nancy Won |

## Rezeption
Marvel’s Jessica Jones wurde positiv aufgenommen. Laut Der Spiegel gehöre die Serie „zum Besten, was zurzeit im TV zu sehen ist“, und nannte als besonderes Highlight Hauptdarstellerin Krysten Ritter, die „ihre Jessica Jones brillant zwischen demonstrativ zur Schau gestellter Verachtung und mühsam verborgener Verletzlichkeit“ balanciere. Giga.de lobte vor allem den vielschichtigen Charakter der Protagonistin, der „sehr gelungen […] zwischen gequältem Opfer, widerspenstiger Kämpferin, unausstehlichem Kotzbrocken und mutiger Begleiterin“ taumele, und vergab die Höchstwertung von 10 von 10 Punkten. Quotenmeter.de urteilte, die Serie sei mit „geerdeten, komplexen Figuren, einem düster-galanten Look und hohem Suchtfaktor […] die beste TV-Comicadaption bislang“. Das Lexikon des internationalen Films gibt vier von fünf Sternen und lobt die Serie als „spannende[n] Erzählzweig des Marvel-Erzähluniversums[…], der lustvoll erzählerische Haken schlägt und das klassische ‚Hardboiled‘-Detektiv-Sujet samt seines düsteren Noir-Looks stimmig mit fantastischen Elementen anreichert“, dabei „mit durchweg interessanten Charakterzeichnungen [glänzt] und […] vor allem durch mehrere starke,widerständige Frauenfiguren positiv auf[fällt].“

## Vorgeschichte und Referenzen zu Marvel-Comics
Die Serie basiert im Wesentlichen auf der Marvel-Serie Alias von Autor Brian Michael Bendis (2001–2004), in der sich Jessica Jones nach einer gescheiterten Karriere als Superheldin als Privatdetektivin durchschlägt. Die erste Szene der Serie, in der Jessica einen widerspenstigen Klienten durch die Glasscheibe ihrer Haustür rammt, ist eine Hommage an die ersten Seiten ihres Debütcomics Alias #1 (2001). Bendis führte in späteren Ausgaben aus, dass ihr größtes Trauma die Gehirnwäsche durch den aus Kroatien stammenden, lilahäutigen Meistermanipulator The Purple Man („Der lila Mann“; bürgerlicher Name: Zebediah Killgrave) war. In der Serie wird er als Kilgrave eingeführt, der aus Großbritannien stammt, und in vielen Auftritten trägt er entweder lila bzw. wird lila beleuchtet. Die Beziehung von Jones zu ihrem Superhelden-Kollegen Luke Cage wurde sowohl in Alias als auch deren Nachfolgeserie The Pulse (2004–2006) thematisiert, in der sich Jones und Cage verlieben, eine gemeinsame Tochter namens Danielle haben und schließlich heiraten. Patsy Walker (Erstauftritt 1944) war lange Zeit Protagonistin eines gleichnamigen Highschoolcomics, bis sie 1976 zur Superheldin Hellcat wurde. Sowohl die Kindesmisshandlung durch ihre Mutter Dorothy als auch ihre Auftritte als Kinderstar und Teeniesternchen sind etablierter Teil ihrer Comicvergangenheit. Die Anwältin Jeri Hogarth ist inspiriert von der Figur des Jeryn Hogarth aus dem Marvel-Comic Iron Fist, in der Serie ist Hogarth allerdings eine lesbische Frau. Der Polizist Simpson ist die Neuinterpretation des drogenabhängigen Marvel-Superschurken Nuke, der rote Pillen schluckt, um aggressiv zu werden. Malcolm ist in den Comics ein obsessiver Superheldenfan, mit dem Jessica widerwillig zusammenarbeitet. Claire Temple schließlich ist die Umsetzung der Marvel-Figur Night Nurse, die bereits in der Parallelserie Marvel’s Daredevil vorkam.

## Comic zur Serie
Im Oktober 2015 erschien der digitale Comic Marvel’s Jessica Jones #1, der ein Prequel zu der Serie ist. Der Comic verbindet die Serie auch mit Marvel’s Daredevil. In dem Comic spürt Jessica Jones den Kopf eines Drogenringes auf, der es unterlassen hat, für den Unterhalt seiner Kinder aufzukommen. Der Mann wurde von Daredevil schwer zugerichtet und liegt im Krankenhaus, wo ihm Jessica seine Brieftasche abnimmt, um ihrer Auftraggeberin, der Mutter seiner Kinder, das geschuldete Geld zukommen zu lassen.